# Toys in the Attic
| 전문가 평가                   | 전문가 평가 |
| 평가 점수                     | 평가 점수   |
| 출처                          | 점수        |
| ----------------------------- | ----------- |
| AllMusic                      | [ 1 ]       |
| Blender                       | [ 2 ]       |
| Christgau's Record Guide      | (B+)        |
| The Rolling Stone Album Guide | [ 4 ]       |

《Toys in the Attic》은 컬럼비아 레코드가 1975년 4월 8일에 발매한 미국의 록 밴드 에어로스미스의 세 번째 스튜디오 음반이다. 5월 19일 첫 싱글 〈Sweet Emotion〉이 발매되었고 같은 해 8월 28일 〈Walk This Way〉가 그 뒤를 이었다. 미국 음반 산업 협회에 따르면 이 음반은 미국에서 가장 상업적으로 성공한 스튜디오 음반으로 800만장이 팔렸다고 한다.
이 음반은 《롤링 스톤》이 선정한 역사상 가장 위대한 음반 500장 목록에서 229위에 올랐다. 이 음반의 타이틀곡과 Run-D.M.C.의 〈Walk This Way〉 버전은 로큰롤을 형상화한 로큰롤 명예의 전당 500곡 목록에 포함되어 있다.

## 배경
에어로스미스의 이전 음반 《Get Your Wings》를 위해 밴드는 레이 콜코드와 함께 이 음반을 공동 프로듀싱한 음반 프로듀서 잭 더글러스와 함께 작업하기 시작했다. 1993년 재발행된 《Greatest Hits》에 대한 라이너 노트에서, 그 그룹의 한 익명의 멤버는 그들이 그 음반을 "못했다"고 말했다.이쯤 되자 에어로스미스는 밴드로 성숙했고 스티븐 타일러는 섹스를 음반에 쓴 곡의 일차적인 초점으로 삼았다.

## 곡 목록
| #  | 제목                    | 작사·작곡              | 재생 시간 |
| -- | ----------------------- | ---------------------- | --------- |
| 1. | 〈Toys in the Attic〉   | 스티븐 타일러, 조 페리 | 3:07      |
| 2. | 〈Uncle Salty〉         | 타일러, 톰 해밀턴      | 4:09      |
| 3. | 〈Adam's Apple〉        | 타일러                 | 4:33      |
| 4. | 〈Walk This Way〉       | 타일러, 페리           | 3:40      |
| 5. | 〈Big Ten Inch Record〉 | 프레드 와이즈만텔      | 2:16      |

| #  | 제목                  | 작사·작곡             | 재생 시간 |
| -- | --------------------- | --------------------- | --------- |
| 1. | 〈Sweet Emotion〉     | 타일러, 해밀턴        | 4:34      |
| 2. | 〈No More No More〉   | 타일러, 페리          | 4:34      |
| 3. | 〈Round and Round〉   | 타일러, 브래드 휫퍼드 | 5:03      |
| 4. | 〈You See Me Crying〉 | 타일러, 돈 솔로몬     | 5:12      |

## 인증
| 국가                       | 인증        | 판매량/출하량 |
| -------------------------- | ----------- | ------------- |
| 캐나다 (뮤직 캐나다)       | 플래티넘    | 100,000^      |
| 미국 (RIAA)                | 8× 플래티넘 | 8,000,000^    |
| ^출하량을 기반으로 한 인증 |             |               |